# Ijoukak
Ijoukak est une commune rurale de la province d'Al Haouz, dans la région de Marrakech-Safi, au Maroc. Elle ne dispose pas de centre urbain mais a pour chef-lieu un village du même nom.
La commune rurale d'Ijoukak est située dans le caïdat de Talat N'Yaaqoub, lui-même situé au sein du cercle d'Asni.

## Géographie
Ijoukak est situé dans le Haut Atlas sur la route (R 203) qui relie Marrakech à Taroudant par le col du Tizi N'Test, dans la haute vallée de l'oued N'Fiss, affluent de l'oued Tensift, à une altitude d'environ 1200 m. L'oued Agoundis, descendu du flanc sud du djebel Toubkal, s'y jette dans le N'Fiss, en rive droite.

## Histoire
Ijoukak est à quelques kilomètres à l'est de Tinmel (ou Tin Mal), berceau des Almohades et célèbre pour sa mosquée.
La vallée, depuis le col du Tizi N'Test, appartenait à la tribu des Goundafa, dont on voit encore les kasbahs en amont d'Ijoukak : Agadir-n-Gouj, sur la rive droite du N'Fiss, et Talat N'Yaaqoub, sur la rive gauche.
La création de la commune d'Ijoukak a lieu en 1992, dans le cadre d'un découpage territoriale qu'a connu le royaume.

## Démographie
La commune d'Ijoukak a connu, de 1994 à 2004 (années des derniers recensements), une hausse de population, passant de 6 305 à 6 641 habitants.

## Tourisme
Ijoukak est aujourd'hui prisé comme centre de randonnées et de treks dans le massif du Toubkal et vers le jbel Siroua. Des gîtes y accueillent les randonneurs.

## Culture
Le souvenir de séjours dans la région d'Ijoukak a inspiré le roman de Christine Daure-Serfaty, La Femme d'Ijoukak (Paris, Stock, 1997).